# ريكوت (دون كيخوت)
ريكوتي أو ريقوط هي شخصية خيالية تمت الإشارة إليها في رواية دون كيشوت للكاتب ميغيل دي سرفانتس. كان رجلًا مورسكيًا ثريًا ( ريكو تعني "غني" بالإسبانية) وصاحب متجر غير محبوب وصديق قديم لسانتشو بانزا، الذي تم حظره من إسبانيا في عام 1609 مثل جميع الموريسكيين. كان طرد الموريسكيين قضية ذات أهمية بالغة في الوقت الذي كُتبت فيه رواية دون كيخوت، وذلك في الفترة ما بين نشر الجزء الأول (1605) والجزء الثاني (1615).
في عام 2006، أكد جوفيرت ويسترفيلد أن شعب ريكوت الموريسكي جاء من وادي رقوطة، وقد أكد فرانسيسكو ماركيز فيلانوفا [الإنجليزية] هذه الفرضية.

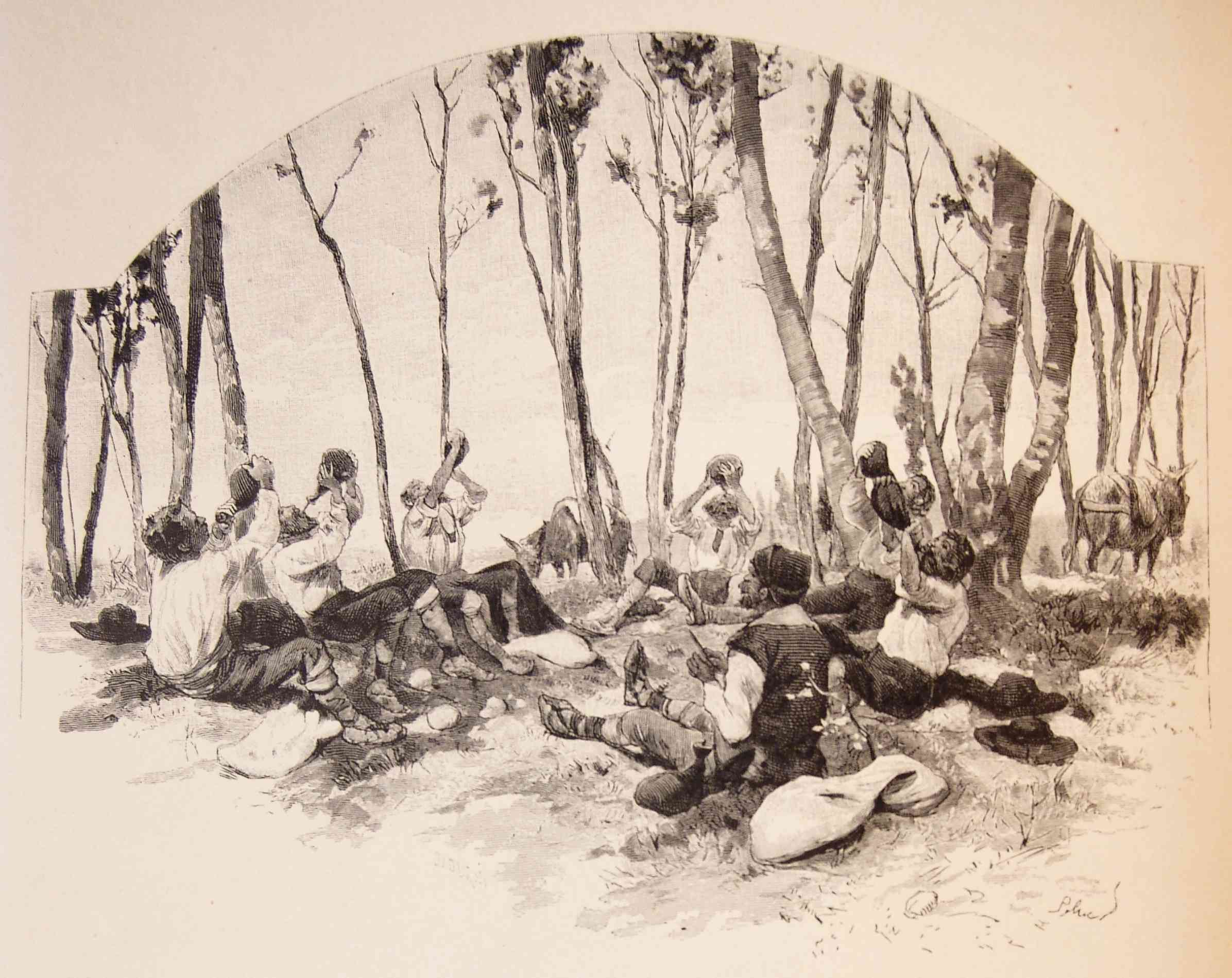
سانشو والحجاج يشربون من أكياس بوتا الخاصة بهم. رسم توضيحي بواسطة قام به ريكودا بالاقا.

عندما يغادر سانشو باراتاريا، يلتقي ريكوت، الذي يعود في مجموعة من الحجاج الألمان. بعد لقاء سانشو مرة أخرى، يخبره ريكوت أنه بعد الطرد، ذهب شمالًا بينما ذهبت عائلته إلى الجزائر. يتقاسم ريكوت والحجاج الطعام مع سانشو، بما في ذلك الطعام الأسود اللذيذ الذي يطلق عليه، كما يقولون، الكافيار. يخبره أنه عاد لاستعادة بعض الذهب الذي دفنه بالقرب من منزله. يعترف ريكوت بأنه مسيحي سيئ ثم يطلب من سانشو مساعدته في حمل الأموال. لكن سانشو يرفض لأن ذلك سيكون بمثابة خيانة لملكه.
لاحقًا يلتقي سانشو ودون كيخوت مع ريكوتي وابنته آنا فيليكس في برشلونة. وهي مسيحية متحمسة، وقد تم إنقاذها من بيربيري من جارها النبيل الشاب من قرية سانشو وريكوتي. جمالها وإيمانها الصادق يقنعان السلطات بترتيب إعادة ريكوتي إلى إسبانيا.

## طالع أيضًا
- وعلى النقيض من تصور الموريسكيين، يقول ثيربانتس إن الجزء الأول من دون كيخوت ، الذي نُشر عام 1605، كان مخطوطة عربية عثر عليها [الإنجليزية] سايد هاميلي بنجيلي [الإنجليزية]، وترجمها لثيربانتس أحد الموريسكيين.
- قائمة الشخصيات في رواية دون كيخوت [الإنجليزية]